# Вільяльба-де-лос-Льянос
Вільяльба-де-лос-Льянос (ісп. Villalba de los Llanos) — муніципалітет в Іспанії, у складі автономної спільноти Кастилія-і-Леон, у провінції Саламанка. Населення — 166 осіб (2010).
Муніципалітет розташований на відстані близько 200 км на захід від Мадрида, 31 км на південний захід від Саламанки.
На території муніципалітету розташовані такі населені пункти: (дані про населення за 2010 рік)
- Куарто-де-Арріба: 0 осіб
- Куарто-дель-Медіо: 1 особа
- Маса-де-Сан-Педро: 4 особи
- Монте-Абахо: 7 осіб
- Монте-Альто: 0 осіб
- Негрільйос: 4 особи
- Вільяльба-де-лос-Льянос: 150 осіб

## Демографія
Динаміка населення (INE ):